# Osismes
Les Osismes (prononcer Ossimes), Osismii en latin (parfois appelés Ossismiens, mais cette dénomination est tombée en désuétude) sont un des peuples gaulois établi en Armorique. Le territoire des Osismes correspond approximativement à celui du département français du Finistère et à la partie occidentale de celui des Côtes-d'Armor. Leur oppidum principal semble avoir été le camp d'Artus situé à Huelgoat. Après la conquête romaine de la Gaule, leur territoire a pour capitale Vorgium, l'actuelle Carhaix. Les autres centres urbains d'importance sont Vorganium (probablement Kerillien près de Plounéventer) et Le Yaudet près de Lannion.

## Origines

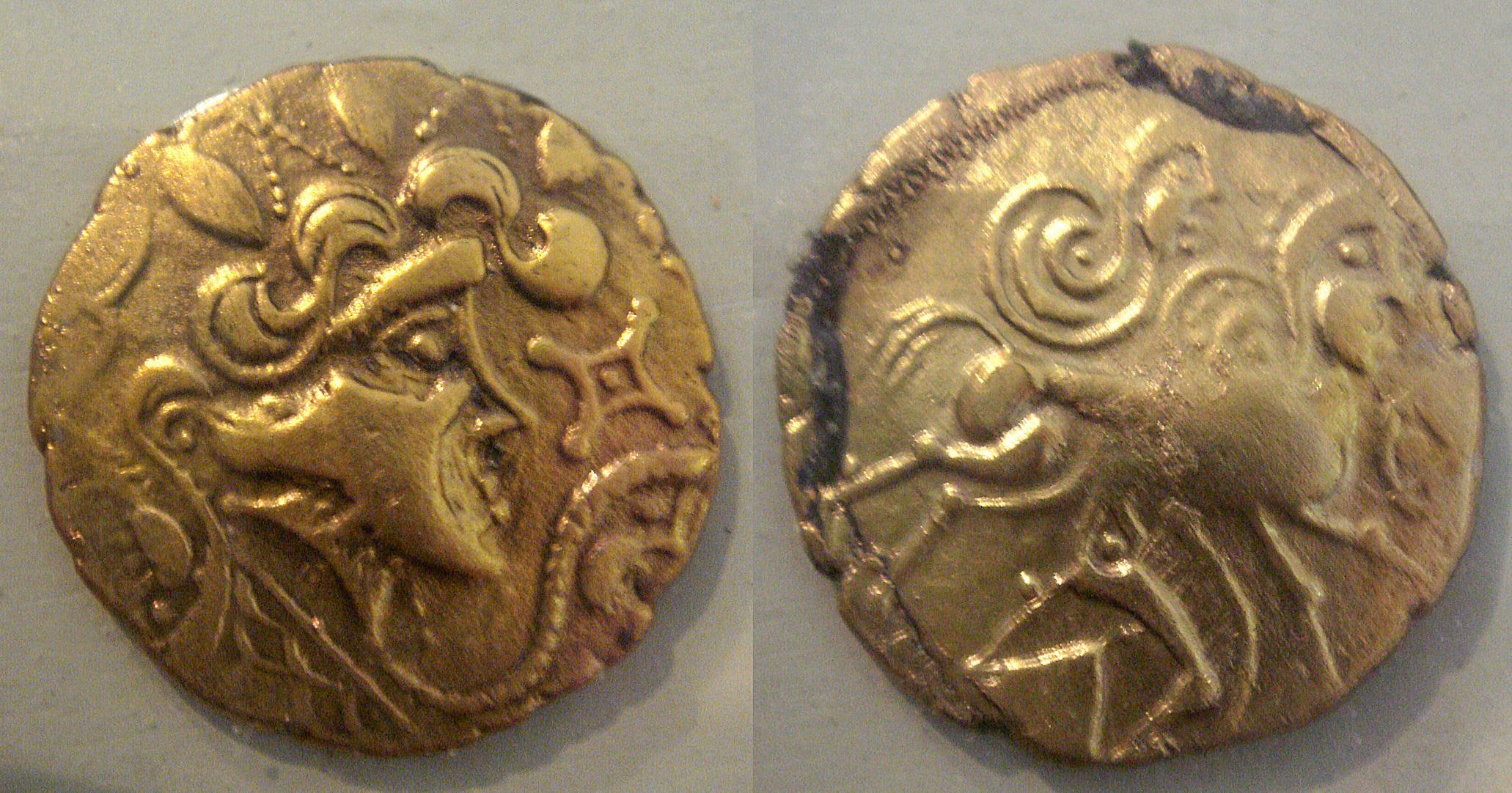
Statères des Osismes. Cabinet des médailles.

Ce peuple est très mal connu. Il est peut-être cité dès le Ve siècle av. J.-C. par le Carthaginois Himilcon et retranscrit neuf siècles plus tard par Avienus sous la forme latine Oestrymnici (Oestrymnis désignant leur péninsule), puis au IVe siècle av. J.-C. sous le nom d'Ostimioi (Ὠστιμίοι) par le navigateur grec Pythéas situant leur territoire dans les parages de l'île d'Ouessant (Οὐξισάμη, Uxisamé) et d'un cap Kabaïon (Κάβαιον), dont on ne sait s'il s'agit de la pointe de Penmarc'h ou de la pointe du Raz. Leur ethnonyme signifie « les plus hauts » ou « ceux du bout du monde », dénomination à laquelle correspond le nom du département du Finistère, littéralement Finis terrae, fin de la Terre, Penn-ar-Bed en Breton.
Les Osismes sont peu cités par Jules César dans ses Commentaires sur la Guerre des Gaules et par les autres auteurs antiques. Outre César, ils sont ponctuellement mentionnés par Pline l'Ancien, Strabon et Ptolémée. Selon ces auteurs, bien que soumis à Rome en 57 av. J.-C., ils auraient participé à la révolte des Vénètes en 56 av. J.-C. et aux renforts gaulois à Vercingétorix assiégé par les romains dans Alésia.
Les Osismes sont mentionnés par César comme faisant partie de la Confédération armoricaine.

## Territoire

### Étendue et limites
Suivant les témoignages antiques de Strabon et Pomponius Mela le peuple des Osismes occupe l'extrémité occidentale de la péninsule armoricaine. Leurs frontières orientales sont fixées par les spécialistes sur les cours du Blavet moyen et de l'Ellé, qui sépareraient les Osismes des Vénètes. La frontière avec les Coriosolites est moins bien attestée. La découverte d'un trésor monétaire à proximité de Guingamp laisse supposer que cette ville se trouvait chez les Osismes et que la frontière serait alors à placer entre Guingamp et Saint-Brieuc, elle pourrait alors suivre la vallée du Gouët.
Le territoire contrôlé par les Osismes est donc l'un des plus vastes, sinon le plus vaste des territoires de Gaule armoricaine. Il est cependant fragmenté par les monts d'Arrée et les montagnes Noires en plusieurs entités géographiques qui pourraient correspondre à autant de subdivisions politiques ou pagus. Le nom comme le nombre de ces différents pagi reste cependant inconnu.

### Urbanisation et activités économiques

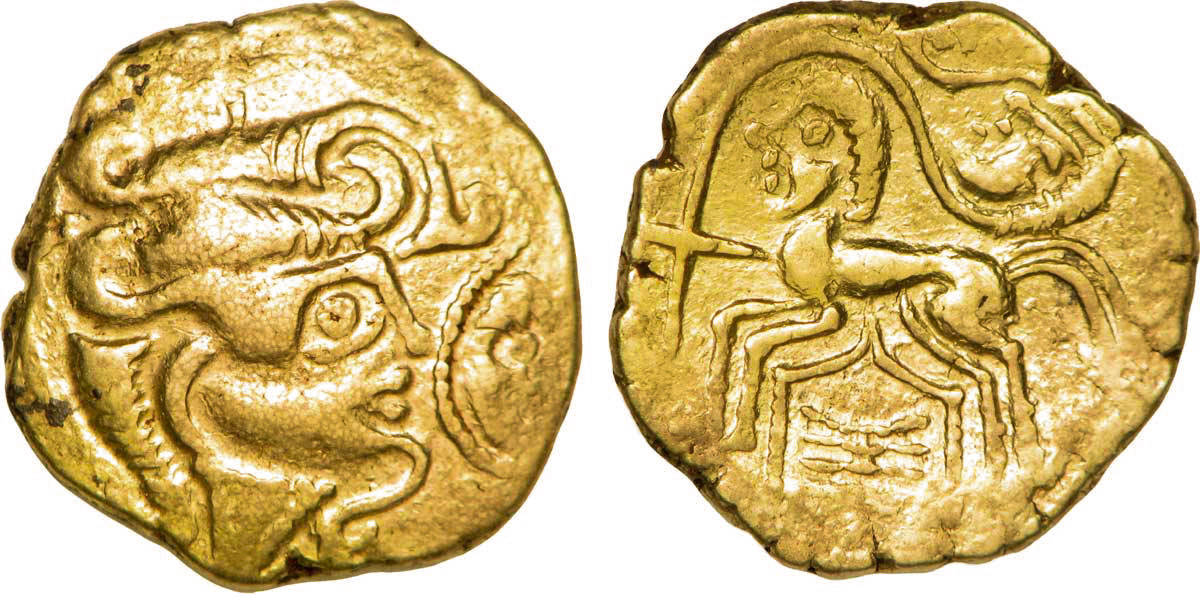
Statère d'électrum à la tente et à la tête coupée frappé par les Osismes. Date : c. 80-50 AC

À l'époque protohistorique, il ne semble pas que les Osismes aient eu une capitale centrale, contrairement aux peuples voisins. Toutefois, un important atelier monétaire devait être installé dans l’actuelle ville de Morlaix.
Les inventaires archéologiques récents, résultant notamment des fouilles en cours à Carhaix, leur capitale alors dénommée Vorgium, permettent de penser que les Osismes étaient au moins aussi puissants, riches et influents que leurs  voisins Vénètes et qu'ils contrôlaient une partie du trafic maritime de la Manche. Les fondations de vastes bâtiments, plus imposants que ceux trouvés à Vannes, mises au jour à Carhaix ainsi que de nombreuses meules à farine et des traces de silos attestent de l'importance de la culture céréalière en territoire osisme. En outre, de nombreux objets en fer, bronze, or et argent identifiés sur ce territoire attestent d'une véritable industrie métallurgique osisme.
Parmi les autres cités osismes, l'on peut citer : 
- Vorganium (actuellement Kérilien, en Plounéventer) ;
- Gesocribate, généralement assimilé à l'actuelle ville de Brest ;
- Tolente, dans l'actuelle commune de Landéda ;
- Une cité portuaire à l'emplacement du Yaudet, assimilée par certains à Lexovii (mais cette dernière correspondait plus probablement à Lisieux) ;
- le camp d'Artus, oppidum situé au Huelgoat ;
- Occismor , parfois aussi assimilée par les historiens du XIXe siècle à Kérilien[8], mais dont la localisation exacte reste à trouver. C'était peut-être un autre nom donné à Vorgium ? Une autre hypothèse l'assimile à Saint-Pol-de-Léon.

Voici l'hypothèse soutenue par le docteur Louis Caradec en 1861 :

« Connu sous le nom d'Occismor, le Finistère était habité autrefois par les Ossismiens, nom qui parait tirer son origine de la position qu'occupait ce peuple par rapport au reste de la Gaule, et dont l'étymologie se tire du mot celtique mor qui signifie mer, et de occis qui indique l'occident. Ce peuple formait une république indépendante du reste de la Gaule lorsque, en 58 avant Jésus-Christ, César soumit ce pays à la domination romaine. Cet empereur y envoya des lieutenants pour administrer et gouverner le pays qui fut divisé en plusieurs districts auxquels ils donnèrent leurs noms. Léon donna son nom à la plus grande partie de notre département, et, depuis cette époque si reculée, la tradition s'en est conservée chez le peuple qui divise encore le pays en haut et bas Léon. Les Ossismiens supportèrent le joug des Romains jusque vers 399 après Jésus Christ, époque où ils recouvrèrent enfin leur liberté. Placés sous la domination des comtes de Léon en 840, ils y restèrent jusqu'en 1240, époque de leur réunion aux autres parties de la Bretagne sous la souveraineté des Ducs de cette province. »

## Trésor de Laniscat
Un ensemble numismatique d'importance, le « trésor de Laniscat », a été mis au jour l'été 2007 lors des fouilles archéologiques de ce que l'on pensait être une exploitation agricole de l'âge du fer. Ces fouilles ont révélé dans un enclos la présence d'un dépôt de 545 pièces de monnaie en électrum dispersées sur plusieurs centaines de mètres carrés. Ce dépôt comprenait 58 statères et 487 quarts de statère, typiques des monnaies émises par le pouvoir osisme. Il s'agit là du plus important dépôt numismatique découvert en Bretagne, région en ayant pourtant livré le plus. 
Parmi d'autres pièces de monnaie rares il a été trouvé des variantes inédites. Ces pièces portent sur la gauche de l'une des faces une tête humaine à la chevelure stylisée faite de grosses mèches nouées d'un double cordon perlé dont les extrémités semblent représenter une petite tête coupée. Sur la partie gauche de l'autre face est représenté un cheval monté par un cavalier tenant une lance à la main droite et un bouclier à la gauche. Le cheval fait face à un motif floral disposé au-dessus de ce qui parait être une enseigne à l'effigie d'un sanglier (la symbolique du sanglier étant particulièrement importante chez les Celtes).